# Oxypetalum alpinum
Oxypetalum alpinum är en oleanderväxtart som först beskrevs av Vell., och fick sitt nu gällande namn av J. Fontella Pereira och E.A. Schwarz. Oxypetalum alpinum ingår i släktet Oxypetalum och familjen oleanderväxter. Utöver nominatformen finns också underarten O. a. pallidum.